# Festival international du film fantastique de Neuchâtel 2003
 (août 2023).
Si vous disposez d'ouvrages ou d'articles de référence ou si vous connaissez des sites web de qualité traitant du thème abordé ici, merci de compléter l'article en donnant les références utiles à sa vérifiabilité et en les liant à la section « Notes et références ».
La 3e édition du Festival international du film fantastique de Neuchâtel s'est tenue su 1er au 6 juillet 2003. C'est à partir de cette édition que le festival devient annuel. L'ouverture de l'Open-Air de Neuchâtel  a eu lieu au Nid-du-Crô en présence de Marc Caro venu présenter La cité des enfants perdus.
Le budget de cette année est de 384 000 Frs. Le festival a attiré environ 8 500 spectateurs .

## Jurys et invités

### Jury international
- Marc Caro, réalisateur ( France)
- Pierre Bordage, écrivain ( France)
- Tuomas Riskala, directeur du Espoo Film Festival ( Finlande)
- Micha Schiwow, directeur Swissfilms  ( Suisse)

### Invités d'honneur
- Ray Harryhausen, créateur d'effets spéciaux ( États-Unis)

### Invités
- Brian Yuzna, réalisateur ( États-Unis)
- Jean-Baptiste Andrea, réalisateur ( France)
- Fabrice Canepa, réalisateur ( France)

## Sélection

### Longs métrages

#### Compétition internationale
- 28 jours plus tard (28 Days Later…, 2002) de Danny Boyle ( Royaume-Uni)
- Dead End (2003) de Jean-Baptiste Andrea et Fabrice Canepa ( France,  États-Unis)
- La tranchée (Deatwatch, 2002) de Michael J. Basset ( Royaume-Uni)
- New Blood (Hyn huet ching nin, 2002) de Soi Cheang ( Hong Kong)
- Détour mortel (Wrong Turn, 2003) de Rob Schmidt ( États-Unis)
- Sangre Eterna (2002) de Jorge Olguin ( Chili)
- Beyond Re-Animator (2003) de Brian Yuzna ( Espagne,  États-Unis)
- Gozu (Gokudô kyôfu dai-gekijô: Gozu, 2003) de Takashi Miike ( Japon)
- Drive (2002) de Iroyuki Tanaka (en tant que Sabu) ( Japon)
- The Invisible (Den osynlige, 2002) de Joel Bergvallm et Simon Sandquist ( Suède)

#### Nouveau cinéma asiatique
- Phone (Pon, 2002) de Ahn Byoung Ki ( Corée du Sud)
- Inner Sense (Yee do hung gaan, 2002) de Lo Chi-leung ( Hong Kong)
- Aragami (2003) de Ryuhei Kitamura ( Japon)
- 2LDK (2003) de Yukihiko Tsutsumi ( Japon)
- Pathalgar: The Underground Chamber (Patalghar, 2003) de Abhijit Choudhury ( Inde)
- The Grudge (Ju-on, 2002) de Shimuzu Takashi ( Japon)
- The Stewardess (Fai seung hung che, 2002) de Leung Tak-sam ( Hong Kong)
- Mc Dull dans les nuages (Mak Dau goo si, 2001) de Toe Yuen ( Hong Kong)

#### Cérémonies
- 28 jours plus tard (28 Days Later…, 2002) de Danny Boyle ( États-Unis) (Ouverture)
- Hero (2002) de Zhang Yimoun ( Chine) (Clôture)

#### Films du troisième type
- Gory Gory Halleluja (2002) des vons Piglet Sisters ( États-Unis)
- Cravan versus Cravan (2002) d'Isaki Lacuesta ( Espagne)
- Soft for Digging (2001) de J. T. Petty ( États-Unis)

#### Rétrospective Ray Harryhausen
- Le monstre vient de la mer (It Came from Beneath the Sea, 1955) de Robert Gordon ( États-Unis)
- Les soucoupes volantes attaquent (Earth vs. the Flying Saucers, 1956) de Fred F. Sears ( États-Unis)
- À des millions de kilomètres de la Terre (20 Million Miles to Earth, 1957) de Nathan Juran ( États-Unis)
- Le Septième Voyage de Sinbad (The 7th Voyage of Sinbad, 1958) de Nathan Juran ( États-Unis,  Royaume-Uni)
- Les voyages de Gulliver (The 3 Worlds of Gulliver, 1960) de Jack Sher ( États-Unis,  Royaume-Uni)
- Les Premiers Hommes dans la Lune (First Men in the Moon, 1964) de Nathan Juran ( Royaume-Uni)
- L'île mystérieuse (Mysterious Island, 1961) de Cy Endfield ( Royaume-Uni,  États-Unis)
- Jason et les Argonautes (Jason and the Argonauts, 1963) de Don Chaffey ( États-Unis,  Royaume-Uni)
- La Vallée de Gwangi (The Valley of Gwangi, 1969) de Jim O'Connolly ( États-Unis)
- Un million d'années avant J.C. (One Million Years B.C., 1966) de Don Chaffey ( Royaume-Uni)
- Le Voyage fantastique de Sinbad (The Golden Voyage of Sinbad, 1973) de Gordon Hessler ( États-Unis,  Royaume-Uni)

#### Fantaisie
- Exercice of Steel (1998) de Marc Caro (Spot publicitaire pour la lutte contre le SIDA, présenté dans le même programme que Café Flesh) ( France)
- Café Flesh (1982) de Rinse Dream ( États-Unis)
- Moi, zombie : chronique de la douleur (I Zombie: The Chronicles of Pain, 1998) d'Andrew Parkinson ( Royaume-Uni)

### Courts-métrages

#### Programme 1
- Homeland (2003) de Simon Jaquemet ( Suisse)
- A Mile to Midsummer d'Alex Bouteiller ( Suisse)
- Ludwig Schack (2003) de Jonathan Uldry ( Suisse)
- La clé d'argent (2003) de Victor Jacquier ( Suisse)
- Loups (2003) de Hugo Veludo ( Suisse)

#### Programme 2
- Opération Adios (2003) de Martin Guggisberg ( Suisse)
- Le vent de Beyrouth (2003) de Fouad Alaywan ( Suisse)
- Auszeit (2003) d'Angela Roher ( Suisse)
- The Bridge (2003) de Gaston Dupuy ( Suisse)

## Événements spéciaux
- John Howe, Sur les Terres de Tolkien (Exposition en collaboration avec la Maison d'Ailleurs)
- Le Bal des mutants, Festivités à La Case à Chocs[3]

## Palmarès
| Prix                                                                      | Attribué à                                         | Pays        |
| ------------------------------------------------------------------------- | -------------------------------------------------- | ----------- |
| Prix H. R. Giger Narcisse du meilleur film                                | 28 jours plus tard de Danny Boyle                  | Royaume-Uni |
| Mention spéciale du jury international                                    | Gozu de Takashi Miike                              | Japon       |
| Prix TSR du Public                                                        | The Invisible de Joel Bergvallm et Simon Sandquist | Suède       |
| Prix Mad Movies du meilleur film asiatique                                | Gozu de Takashi Miike                              | Japon       |
| Prix de la Jeunesse Denis-de-Rougemont                                    | New Bood de Pou Soi-cheang                         | Hong Kong   |
| SSA/Suissimage Prix H. R. Giger Narcisse du meilleur court métrage suisse | Les loups de Hugo Veludo                           | Suisse      |
| Mention spéciale du Jury SSA/Suissimage                                   | La clé d'argent de Victor Jacquier                 | Suisse      |